# Edric
Pour les articles homonymes, voir Eadric.
Dans l'Univers de Dune, Edric est un des Navigateurs de la Guilde spatiale. Il apparaît et disparaît dans Le Messie de Dune, où il participe au complot fomenté avec la Princesse Irulan, le Bene Gesserit et le Bene Tleilax contre l'Empereur Paul Atréides.

## Le Messie de Dune
Edric est introduit au début du Messie de Dune, négociant un complot contre Paul au nom de la Guilde spatiale avec les représentants d'autres grandes organisations de l'Imperium.
Lors de l'exécution de la conspiration, le rôle d'Edric est de protéger les protagonistes du complot en les rendant invisibles à la perception presciente de Paul Atréides, la vision d'un prescient masquant celles des autres conjurés, Gaius Helen Mohiam, Scytale et la princesse.
Après l'échec de la tentative d'assassinat et la mort de Scytale, la princesse fut écartée de Paul. Mohiam et Edric furent exécutés par le Naib Stilgar.

## Autres apparitions
Bien qu'il n'apparaisse que dans Le Messie de Dune, Edric est à nouveau référencé dans La Maison des Mères, quand un Navigateur en mission est décrit comme "un Edric", ce qui laisse penser qu'un programme génétique a été tiré du Navigateur original ou qu'il s'agit d'un titre.